# Ancylotrypa parva
Ancylotrypa parva är en spindelart som först beskrevs av Hewitt 1916.  Ancylotrypa parva ingår i släktet Ancylotrypa och familjen Cyrtaucheniidae. Inga underarter finns listade i Catalogue of Life.